# Stadio Petro Sport
Lo stadio Petro Sport (in arabo استاد بتروسبورت‎?) è uno stadio calcistico situato al Cairo, in Egitto.
Inaugurato nel 2006, conta 16.000 posti a sedere. Ospita le partite casalinghe dell'ENPPI e di altri club locali.